# Norma del departament de defensa dels Estats Units
La Norma del departament de defensa dels Estats Units (amb acrònims "MIL-STD", "MIL-SPEC", coneguda informalment com Militar Standard) són una colla de regulacions amb l'objectiu d'aconseguir estandardització que van estar realitzades pel departament de defensa dels Estats Units, la qual cosa implica interoperabilitat o compatibilitat entre productes, major fiabilitat i reducció de costos. Les normes MIL-STD també són emprades per altres organitzacions i empreses que no són ni de defensa ni governamentals.
Es defineixen amb els prefixos MIL-SPEC (especificacions), MIL-DTL (delall d'espefificacions), MIL-STD (estàndard), MIL-PRF (prestacions), MIL-HDBK (doc tècnic).
Llista de les normes més aplicades ː
- MIL-STD-105, procediments de mostreig d'inspecció per atributs
- MIL-STD-167, vibracions mecàniques sobre equips d'abord
- MIL-STD-188, normativa sobre telecommunicacions
- MIL-STD-196, especificació del sistema de designació d'equips electrònics (JETDS)
- MIL-STD-202, mètodes d'assaig per a components elèctrics i electrònics
- MIL-STD-276A, norma per a la impregnació al buit de metalls porosos i en pols
- MIL-STD 461, requeriment de control d'interferències electromagnètiques per a equipament i subsistemes
- MIL-STD-498, desenvolupament i documentació del programari
- MIL-STD-499, gestió de l'enginyeria
- MIL-STD-806, símbols gràfics per a diagrames lògics
- MIL-STD-810, mètodes d'assaig d'efectes ambientals sobre equipament
- MIL-STD-882, mètodes de seguretat en sistemes
- MIL-STD-883, mètodes d'assaig de microcircuits
- MIL-STD-1234, mostreig, inspecció i assaig en pirotècnica
- MIL-STD-1376, transductors d'ones de so, especialment ceràmiques piezoelèctriques
- MIL-STD-1397, interfícies Entrada/Sortida de dades digitals per a sistemes de navegació marítima
- MIL-STD-1472, enginyeria humana
- MIL-STD-1474, mesura acústica per a sistemes articulats reduïts
- MIL-STD-1553, bus de comunicació digital
- MIL-STD-1589, llenguatge de programació JOVIAL
- MIL-STD-1750A, arquitectura d'ordinadors per aeronàutica
- MIL-STD-1760, interfície per a armament intel·ligent (derivat de MIL-STD-1553)
- MIL-STD-1815, llenguatge de programació Ada
- MIL-STD-2045-47001, capa d'aplicació per transferència de dades sense connexió
- MIL-STD-2196, comunicacions per fibra òptica
- MIL-STD-6017, format de missatges variable (VMF)
- MIL-STD-6040, format unificatde text de missatges (USMTF)

- MIL-DTL-13486, cables elèctrics
- MIL-PRF-38534, especificacions genèriques per a microcircuits híbrids
- MIL-PRF-38535, especificacions genèriques per a la fabricació de circuits integrats
- MIL-PRF-46374, rellotges de pulsera d'ús genèric

- MIL-S-901, assaig de vibració per equipament d'abord
- MIL-E-7016F, anàlisi de càrregues AC/DC en aeronaus
- MIL-HDBK-217, predicció de fiabilitat en equips electrònics[4]